# Macaroni Point
Der Macaroni Point (in Chile Punta Froilán) ist eine Landspitze, die den nordöstlichen Ausläufer von Deception Island im Archipel der Südlichen Shetlandinseln markiert.
Benannt wurde die Landspitze im Zuge von Vermessungen des Falkland Islands Dependencies Survey im Januar 1954. Namensgeber ist eine hier befindliche Brutkolonie von Goldschopfpinguinen (englisch macaroni penguins). Namensgeber der chilenischen Benennung ist dagegen Froilán González, von 1906 bis 1907 Statthalter von Punta Arenas, welcher der Walfanggesellschaft Sociedad Ballenera de Magallanes die Errichtung eines Stützpunkts in der Whalers Bay von Deception Island ermöglichte.